# Chính phủ Lâm thời Việt Nam Tự do
Chính phủ Lâm thời Việt Nam Tự do (GFCL) là một tổ chức chính trị chống cộng ở hải ngoại do Nguyễn Hoàng Dân thành lập vào ngày 30 tháng 4 năm 1995 và bị giải thể vào năm 2013. Tổ chức này tuyên bố đây là chính phủ lưu vong không được công nhận của Việt Nam Cộng hòa có trụ sở tại các thành phố Garden Grove, California và Missouri City, Texas của Mỹ.

## Tổ chức

### Mục tiêu chính trị
Chính phủ Lâm thời Việt Nam Tự do đã công bố danh sách các mục tiêu chính trị của tổ chức bao gồm:

1. Mục tiêu đã nêu của Chính phủ Quốc gia Việt Nam Lâm thời là thực hiện bầu cử tự do và dân chủ ở Việt Nam. Chính phủ tìm cách tạo ra bầu không khí áp lực bất bạo động lên chế độ Cộng sản nhằm cho phép quá trình bầu cử mà người dân có thể chọn có hay không giữ lại chủ nghĩa cộng sản làm hệ thống cai trị ưa thích.
2. Chính phủ Quốc gia Việt Nam Lâm thời trước đó đã ca ngợi rằng việc đạt được một chính sách dầu mỏ công bằng và bình đẳng vì lợi ích của người dân Việt Nam và các doanh nghiệp khác trên thế giới có thể đạt được mà không cần bạo lực và không bị khuất phục trước các hoạt động tham nhũng của chính quyền cộng sản.
3. Những ý tưởng về thị trường tự do mà chúng tôi muốn kết hợp vào văn hóa của Việt Nam để giúp ích cho tất cả các quy trình.
4. Cơ hội công bằng để sử dụng tài nguyên dầu khí hàng hải quốc gia và các tuyến đường thủy tự do của Việt Nam.
5. Ngăn chặn các cuộc đụng độ có thể xảy ra với các nước láng giềng của Việt Nam do các biện pháp kiểm soát và hạn chế bất hợp pháp.
6. Những tội ác tày trời của cộng sản phải bị đưa ra trước công lý và buộc phải trả giá về hậu quả tội ác của mình, hòng để cho thế giới biết và nêu gương cho những chế độ bạo ngược phản nhân văn.
7. Cấm mọi hình thức khiêu khích và Tái lập Việt Nam Cộng hòa trên toàn quốc.

### Kinh tế
Chính phủ Lâm thời Việt Nam Tự do có ngân sách xấp xỉ 1 triệu đô la Mỹ một năm, do người Việt chống cộng ở nước ngoài trên khắp thế giới quyên tặng.

## Căn cứ tại Campuchia
KC-702 là một căn cứ quân sự do Chính phủ Lâm thời Việt Nam Tự do điều hành, có lẽ nằm ở Campuchia, gần biên giới Việt Nam. Người ta tin rằng khu căn cứ này từng được sử dụng để giúp lên kế hoạch đánh bom Đại sứ quán Việt Nam tại Lào nhưng không thành công. Chẳng ai biết được về tình trạng hiện tại của căn cứ này. Tuy vậy, vào năm 1999, một số thành viên của nhóm đã bị bắt ở Campuchia cùng với vũ khí, bị trục xuất về Việt Nam và đưa ra xét xử trước tòa án trong nước.